# Now, Diabolical
Now, Diabolical är det sjätte studioalbumet av det norska black metal-bandet Satyricon, utgivet 2006 av Roadrunner Records.

## Låtförteckning
1. "Now, Diabolical" – 5:30
2. "K.I.N.G" – 3:36
3. "The Pentagram Burns" – 5:38
4. "A New Enemy" – 5:47
5. "The Rite of Our Cross" – 5:45
6. "That Darkness Shall Be Eternal" – 4:46
7. "Delirium" – 5:38
8. "To the Mountains" – 8:09

Bonusspår
1. "Storm (of the Destroyer)" (bonusspår på utgivningen av Century Media i Amerika / Roadrunner i Japan) – 2:52

- Text och musik: Satyr Wongraven

## Medverkande
Musiker (Satyricon-medlemmar)
- Satyr (Sigurd Wongraven) – gitarr, sång, keyboard, arrangement för mässinginstrument
- Frost (Kjetil-Vidar Haraldstad) – trummor

Bidragande musiker
- Lars K. Nordberg – basgitarr
- Øivind Westby – arrangement för mässinginstrument
- John Woz – sång
- Thomas Røisland – tuba

Produktion
- Satyr – producent, ljudtekniker, omslagsdesign
- Erik Ljunggren – ljudtekniker
- Pytten (Eirik Hundvin) – ljudtekniker
- Chris Samson – ljudtekniker
- Mike Cashin – ljudtekniker, ljudmix
- Mike Fraser – ljudmix
- Eric Mosher – ljudmix
- Espen Berg – mastering
- Snorre W. Ruch – för-produktion
- Per Heimly – foto
- Ane Haugli – make-up